# BOB HG 2/2 11
Die HG 2/2 11 ist eine zweiachsige Tenderdampflokomotive für den gemischten Adhäsions- und Zahnradbetrieb der Berner-Oberland-Bahn BOB. Die 1893 in Dienst gestellte Lokomotive verkehrte bis 1947 und wurde zwei Jahre später abgebrochen.

## Geschichte
Die jungen Berner Oberland Bahnen BOB ersuchten gegenüber dem teuren und unrentablen Winterbetrieb nach der Saison 1892/93 Abhilfe zu schaffen. Gegenüber den vorherigen Wintermonaten wurde der Betrieb in der Wintersaison 1892/93 bereits mit lediglich einer Dampflok der Serie HG 3/3 1–4, einem gemischten Personenwagen 2. und 3. Klasse BC3 und einem Gepäckwagen F3 abgewickelt.
In einer für die Reisenden umständlichen Art fuhr der Zug ab Interlaken bis Zweilütschinen, wo die Reisenden nach Grindelwald aussteigen und im Warteraum oder Bahnhofbuffet warten mussten. Die Zugskomposition verkehrte anschliessend weiter nach Lauterbrunnen. Nachdem die Lok an das andere Zugende umgestellt wurde, kehrte der Zug nach Zweilütschinen zurück um die Reisenden nach Grindelwald mitzunehmen. Kurz nach Ankunft in Grindelwald wurde der Zug für die Talfahrt bereit gemacht und die Bedienung der Bahnhöfe fand in umgekehrter Reihenfolge statt.
Am 14. März 1893 stellten die Berner Oberland Bahnen dem Bundesrat und der Bundesversammlung den Antrag um Konzessionsänderung zwecks Aufhebung des Bahnbetriebs vom 15. November zum 15. März. Das Eisenbahndepartement anerbot den Winterbetrieb nur zwischen Interlaken und Grindelwald aufrechtzuerhalten und die Gemeinde Lauterbrunnen finanziell zu entschädigen. Letztere lehnte dieses Vorhaben ab und beriefen sich auf den Artikel 12 der Konzession, welcher mindestens zwei tägliche Hin- und Rückfahrten während den Wintermonaten vorsah. Das Gesuch um Einstellung des Betriebs in den Wintermonaten wurde schliesslich abgelehnt.
Aufgrund mangelnder Alternativen liessen die BOB bei der Schweizerischen Lokomotiv- und Maschinenfabrik SLM in Winterthur eine zweiachsige Dampflokomotive und einen gemischten Personenwagen 2. und 3. Klasse mit Gepäckabteil bauen, welche den Winterbetrieb kostengünstiger abwickeln könnten. Die neue Lokomotive wurde bei den BOB als HG2 Nr. 11 mit dem Namen «Eiger» und der Wagen mit der Bezeichnung BCF4 30 1893 in Dienst gestellt.

## Konstruktion
Die HG 2/2 11 ist ein Einzelstück in ihrer Art. Das lose Bremszahnrad ruhte auf der vorderen Achse, währenddem sich das Triebzahnrad zwischen den beiden Reibungsantriebsachsen befand. Der Antrieb erfolgte direkt über aussenliegende Zylinder und ein Aussentriebwerk, welche mittels Dreieckskuppelstangen mit den Reibungs- und Zahnradtriebachsen verbunden war. Das Triebzahnrad lief im Adhäsionsbetrieb leer mit. Die Kolbenstangen waren nicht durch die Zylinder durchgeführt. Die Steuerungsart der Dampfmaschine war nach Bauart Joy mit obenliegenden Schiebern und Kulissen ausgebildet. Die Umsteuerung der Dampfmaschine fand mittels Schraube und Rad statt.
Der Sanddom befand in derselben Kesselverkleidung wie der Dampfdom. Auf Letzterem stand ein Sicherheitsventil nach Bauart Ramsbottom.
Die durchgehende Zugsbremse war anfänglich nach Bauart Klose gebaut und wurde 1921 durch das System Westinghouse ersetzt.
Im Reibungsbetrieb erreichte die Lokomotive eine Höchstgeschwindigkeit von 30 km/h und im Zahnradbetrieb 10 km/h.
Der Kaufpreis der Lok lag bei CHF 27'200.-

## Einsatz
Die Lokomotive konnte im Reibungsbetrieb vier und im Zahnradbetrieb einen Wagen ziehen. Für den Winterbetrieb konnte die Anhängelast dank des neuen gemischten Wagens BCF4 30 von 44 t auf 24,5 t verringert werden. Angesichts des einzigen angehängten Wagens verringerten sich auch die unangenehm bemerkbarmachenden Kupplungsstösse. Im Dezember 1893 begann der erste und gleichzeitig einzige Einsatz im Winterbetrieb bis zum Januar 1894, wie er vorangehend beschrieben ist. Die Lokomotive bewährte sich nicht wie erhofft. In den folgenden Jahren kam Lok Nr. 11 während der Wintermonate höchstens zwischen Zweilütschinen und Lauterbrunnen zum Einsatz.
In der Hauptsaison stand die Lokomotive nunmehr für Zubringerfahrten Interlaken – Wilderswil zur Talstation der Schynige Platte-Bahn im Einsatz.
Die Gegendruckbreme wurde 1901 komplett ersetzt. Gemäss dem ab 1903 gültigen Bezeichnungssystem wurde die Lok neu als HG 2/2 bezeichnet.
1908 wünschte die Schweizerische Lokomotiv- und Maschinenfabrik SLM die mängelbehaftete Dampflok zurückzukaufen, wobei die BOB den Verkauf ablehnten. Mit Eintreffen der leistungsfähigen Lokomotiven des Typs HG 3/3 7–10, fiel die HG 2/2 in die Reserve zurück.
Zur Inbetriebnahme der Brienzerseebahn (Eröffnung 1916) der Schweizerischen Bundesbahnen SBB fand die Lokomotive im Rangierdienst Interlaken Ost ein neues Einsatzgebiet. Zu diesem Zweck wurde die Lok 1914 vollständig revidiert. Ob der Zahnradantrieb zu diesem Zeitpunkt oder erst 1920 – die Lok erscheint erst zu diesem Zeitpunkt als G 2/2 in der Statistik – ausgebaut wurde, gilt nicht als gesichert.
1921 wurde die Klose-Zugsbremse durch eine des Systems Westinghouse ersetzt. Nach einer Zwischenrevision gelangte die Lokomotive im November 1924 in zerlegtem Zustand auf die Grütschalp zur Bergbahn Lauterbrunnen-Mürren BLM, wo sie wieder zusammengebaut wurde. Auf der 4,7 Kilometer langen Strecke zwischen der Grütschalp und Mürren ersetzte die Lok 11 bis zum März 1925 die verunfallte und später abgebrochene elektrische Lokomotive Ge 2/2 1.
Während sechs Tagen im Juni 1926 half die nun mehr G 2/2 11 genannte Dampflok bei der Kraftwerke Oberhasli KWO für den Materialtransport zwischen Meiringen und Innertkirchen aus. 1936 wurde die Lok für den einmännigen Betrieb angepasst, u. a. wurde rechterhand eine zusätzliche Bremsspindel eingebaut, welche mit der linksseitigen Spindel mittels Gall’scher Kette und Kettenräder in Verschalung verbunden war.
Nach einer Flaute in den 1930er Jahren konnte die Lok 11 ab Anfangs der 1940er Jahre infolge des Mehrverkehrs im Zweiten Weltkrieg ihre Daseinsberechtigung unter Beweis stellen. 1944 entschloss sich die Direktion die nunmehr 50 Jahre alte Lokomotive nicht mehr zu unterhalten und durch einen Rangiertraktor zu ersetzen. Im März 1946 wurde die G 2/2 11 abgestellt, da der neue Akkumulatorentraktor Ta 2/2 1 ihre Stelle drang. Allerdings fiel Letzterer im Mai gleichen Jahres aus, wobei die G 2/2 11 noch einmal angeheizt wurde. Ende 1947 wurde die Dampflokomotive «Eiger» definitiv ausrangiert.
Während der gesamten Laufbahn prahlte an beiden Wasserkästen das grosse Lokschild mit dem Namen «Eiger» und den Initialen der Bahngesellschaft B.O.B., jedoch war die eigentliche Loknummer nirgends angebracht.

## Verbleib
1949 wurde die kleinste aller Dampflokomotiven der BOB, die G 2/2 11 «Eiger» in der Werkstätte Zweilütschinen abgebrochen.
| BOB-Nummer | SLM Fabriknummer | Baujahr | Ablieferungsdatum | Umbauten | Ausrangierung | Verbleib     |
| ---------- | ---------------- | ------- | ----------------- | --- | ------------- | ------------ |
| 11         | 797              | 1893    | 19. Juni 1893     | 1901 Ersatz der Gegendruckbremse 1914 Revision für kommender Rangierbetrieb, evtl. Ausbau Zahnradantrieb 1921 Ersatz Zugsbremse Klose durch Westinghouse 1936 Einrichten für einmännige Bedienung | Ende 1947     | Abbruch 1949 |